# Chalonda Goodman
Chalonda Goodman (ur. 29 września 1990) – amerykańska lekkoatletka, sprinterka.

## Osiągnięcia
- złoto (sztafeta szwedzka) oraz srebro (bieg na 200 m) podczas mistrzostw świata juniorów młodszych
- trzy złote medale mistrzostw panamerykańskich juniorów (bieg na 100 m, bieg na 200 m, sztafeta 4 × 100 m, Port-of-Spain 2009)

## Rekordy życiowe
- bieg na 100 m – 11,22 (2009) / 11,17w (2009)
- bieg na 200 m – 22,85 (2012) / 22,74w (2009)